# Maryland Area Regional Commuter
- anglais - MARC Train

Le Maryland Area Regional Commuter est le réseau de trains de banlieue aux États-Unis reliant les villes de Baltimore et de Washington. Il compte actuellement trois lignes.

## Réseau
Le réseau compte trois lignes :
|                | Parcours ↔ Washington DC | Mise en service | Nombre de stations |
| Penn line      | Perryville               | 1881            | 13                 |
| Camden line    | Camden                   | 1830            | 12                 |
| Brunswick line | Frederick ou Martinsburg | 1873            | 19                 |